# Bóng đá tại Đại hội Thể thao Đông Nam Á 2013 – Nam
Nội dung bóng đá nam tại Đại hội Thể thao Đông Nam Á 2013 được tổ chức tại Myanmar từ ngày 7 tháng 12 đến ngày 21 tháng 12 năm 2013. Độ tuổi tham dự là từ 23 tuổi trở xuống, không có các cầu thủ quá tuổi.
Thái Lan đã giành tấm huy chương vàng lần thứ 14 trong lịch sử và là lần đầu tiên sau 6 năm, sau khi đánh bại Indonesia tại trận chung kết. Singapore giành tấm huy chương đồng sau khi vượt qua đương kim vô địch hai kỳ liên tiếp Malaysia ở trận tranh hạng ba.

## Lịch thi đấu
Dưới đây là lịch thi đấu cho nội dung bóng đá nam.
| G | Vòng bảng | ½ | Bán kết | B | Tranh huy chương đồng | F | Chung kết |

| T7 7 | CN 8 | T2 9 | T3 10 | T4 11 | T5 12 | T6 13 | T7 14 | CN 15 | T2 16 | T3 17 | T4 18 | T5 19 | T6 20 | T7 21 | T7 21 |
| ---- | ---- | ---- | ----- | ----- | ----- | ----- | ----- | ----- | ----- | ----- | ----- | ----- | ----- | ----- | ----- |
| G    | G    | G    | G     |       | G     | G     | G     | G     | G     | G     |       | ½     |       | B     | F     |

## Các quốc gia tham dự
10 đội tuyển trong tổng số 11 quốc gia Đông Nam Á đã tham dự nội dung thi đấu này. Philippines, mặc dù đã được đưa vào danh sách bốc thăm cho vòng bảng và được xếp vào bảng A, đã tuyên bố không tham dự giải đấu.
| - Brunei (CAM) - Campuchia (CAM) - Indonesia (INA) - Lào (LAO) - Malaysia (MAS) | - Myanmar (MYA) - Singapore (SGP) - Thái Lan (THA) - Đông Timor (TLS) - Việt Nam (VIE) |

## Địa điểm
Hai địa điểm diễn ra các trận đấu bóng đá nam là sân vận động Zayarthiri ở Naypyidaw (bảng A) và sân vận động Thuwunna ở Yangon (bảng B.
| YangonNaypyidawBóng đá tại Đại hội Thể thao Đông Nam Á 2013 – Nam (Myanmar) | Yangon                  |
| --------------------------------------------------------------------------- | ----------------------- |
| YangonNaypyidawBóng đá tại Đại hội Thể thao Đông Nam Á 2013 – Nam (Myanmar) | Sân vận động Thuwunna   |
| YangonNaypyidawBóng đá tại Đại hội Thể thao Đông Nam Á 2013 – Nam (Myanmar) | Sức chứa: 32.000        |
| YangonNaypyidawBóng đá tại Đại hội Thể thao Đông Nam Á 2013 – Nam (Myanmar) |                         |
| YangonNaypyidawBóng đá tại Đại hội Thể thao Đông Nam Á 2013 – Nam (Myanmar) | Naypyidaw               |
| YangonNaypyidawBóng đá tại Đại hội Thể thao Đông Nam Á 2013 – Nam (Myanmar) | Sân vận động Zayarthiri |
| YangonNaypyidawBóng đá tại Đại hội Thể thao Đông Nam Á 2013 – Nam (Myanmar) | Sức chứa: 30.000        |
| YangonNaypyidawBóng đá tại Đại hội Thể thao Đông Nam Á 2013 – Nam (Myanmar) |                         |

## Đội hình
Các cầu thủ sinh từ ngày 1 tháng 1 năm 1990 trở về sau có đủ điều kiện tham dự giải đấu này. Mỗi đội tuyển được phép đăng ký tối đa 20 cầu thủ.

## Bốc thăm
Lễ bốc thăm được tổ chức vào lúc 10:00 (UTC+6:30) ngày 6 tháng 11 năm 2013 tại Naypyidaw, Myanmar, cùng ngày diễn ra lễ bốc thăm cho một số môn thi đấu khác của SEA Games 27. 11 đội tuyển trong giải đấu nam (bao gồm Philippines trước khi rút lui) được bốc thăm chia thành hai bảng, một bảng năm đội và một bảng sáu đội. Dựa trên thứ hạng tại giải đấu lần trước, Malaysia (đương kim vô địch), Indonesia (đương kim á quân), Myanmar (chủ nhà và đương kim hạng ba) và Việt Nam được chọn làm bốn đội hạt giống tại hai bảng đấu; các đội còn lại được bốc thăm ngẫu nhiên. Chủ nhà Myanmar được quyền chọn bảng đấu và đã quyết định lựa chọn bảng B với năm đội.
Vào ngày 7 tháng 11, Philippines đã được ban tổ chức chính thức xác nhận sẽ không tham gia tranh tài ở bộ môn này.

## Trọng tài
Các trọng tài sau đây đã được lựa chọn để điều khiển tại giải đấu.
| Trọng tài - Hadimin Shahbudin - Vichhika Tuy - Vương Chiết - Ko Hyung-jin - Suhaizi Shukri - Ahmed Shifan - Win Cho - Mongkolchai Pechsri - Cao Vinh Phương - Võ Minh Trí | Trợ lý trọng tài - Lâm Chí Hào - Biplab Podder - Seo Moo-hee - Somphavanh Louang - Mohd Sabri - Jaufar Rasheed - Aung Moe - Roberto Hernandez - Kumara Pathmasiri Dias - Borikut Thanom - Lý Hoằng Bân - Bang Bang |

## Vòng bảng
Hai đội đứng đầu mỗi bảng lọt vào vòng bán kết.
Các tiêu chí
Các đội được xếp hạng theo điểm (3 điểm cho 1 trận thắng, 1 điểm cho 1 trận hòa và 0 điểm cho 1 trận thua), và nếu bằng điểm, các tiêu chí sau đây sẽ được áp dụng theo thứ tự, để xác định thứ hạng:
1. Điểm trong các trận đối đầu trực tiếp giữa các đội bằng điểm;
2. Hiệu số bàn thắng thua trong các trận đối đầu trực tiếp giữa các đội bằng điểm;
3. Số bàn thắng ghi được trong các trận đối đầu trực tiếp giữa các đội bằng điểm;
4. Nếu có nhiều hơn hai đội bằng điểm, và sau khi áp dụng tất cả các tiêu chí đối đầu ở trên, một nhóm nhỏ các đội vẫn còn bằng điểm nhau, tất cả các tiêu chí đối đầu ở trên được áp dụng lại cho riêng nhóm này;
5. Hiệu số bàn thắng thua trong tất cả các trận đấu bảng;
6. Số bàn thắng ghi được trong tất cả các trận đấu bảng;
7. Sút luân lưu nếu chỉ có hai đội bằng điểm và gặp nhau ở lượt trận cuối cùng của bảng;
8. Bốc thăm.

### Bảng A
| VT | Đội         | ST | T | H | B | BT | BB | HS  | Đ  | Giành quyền tham dự     |
| -- | ----------- | -- | - | - | - | -- | -- | --- | -- | ----------------------- |
| 1  | Singapore   | 4  | 3 | 1 | 0 | 9  | 3  | +6  | 10 | Vòng đấu loại trực tiếp |
| 2  | Malaysia    | 4  | 2 | 2 | 0 | 5  | 2  | +3  | 8  | Vòng đấu loại trực tiếp |
| 3  | Việt Nam    | 4  | 2 | 0 | 2 | 13 | 3  | +10 | 6  |                         |
| 4  | Lào         | 4  | 1 | 1 | 2 | 5  | 12 | −7  | 4  |                         |
| 5  | Brunei      | 4  | 0 | 0 | 4 | 2  | 14 | −12 | 0  |                         |
| 6  | Philippines | 0  | 0 | 0 | 0 | 0  | 0  | 0   | 0  | Rút lui                 |

1. ↑  Philippines rút lui khỏi giải đấu vào ngày 7 tháng 11 năm 2013.

| Việt Nam | 7–0      | Brunei |
| --- | -------- | ------ |
| Vũ Minh Tuấn 22' · Hà Minh Tuấn 25' · Lê Văn Thắng 44', 53' · Trần Mạnh Dũng 66' · Mạc Hồng Quân 69' · Trần Phi Sơn 87' | Chi tiết |        |

| Singapore   | 1–1      | Lào         |
| ----------- | -------- | ----------- |
| Sahil 28' · | Chi tiết | Khuanta 87' |

| Brunei | 0–2      | Malaysia                |
| ------ | -------- | ----------------------- |
|        | Chi tiết | Rozaimi 31' · Ashri 71' |

| Việt Nam | 0–1      | Singapore           |
| -------- | -------- | ------------------- |
|          | Chi tiết | Sahil Suhaimi 45+1' |

| Malaysia                                 | 4–1      | Lào            |
| ---------------------------------------- | -------- | -------------- |
| Hazwan 7', 60', 87' · Ketsada 80' (l.n.) | Chi tiết | Soukaphone 41' |

| Brunei | 0–2      | Singapore              |
| ------ | -------- | ---------------------- |
|        | Chi tiết | Hariss 35' · Sahil 58' |

| Singapore | 1–1      | Malaysia      |
| --------- | -------- | ------------- |
| Afiq 62'  | Chi tiết | Rozaimi 90+1' |

| Lào | 0–5      | Việt Nam                                                                              |
| --- | -------- | ------------------------------------------------------------------------------------- |
|     | Chi tiết | Phạm Mạnh Hùng 28' · Nguyễn Văn Quyết 30', 75' · Vũ Minh Tuấn 79' · Mạc Hồng Quân 87' |

| Malaysia                      | 2–1      | Việt Nam            |
| ----------------------------- | -------- | ------------------- |
| Ashri 82' · Saarvindran 90+1' | Chi tiết | Mạc Hồng Quân 90+4' |

| Lào                                         | 3–2      | Brunei                   |
| ------------------------------------------- | -------- | ------------------------ |
| Ketsada 37' · Soukaphone 45' · Vilayout 51' | Chi tiết | Mazazizi 33' · Azwan 83' |

### Bảng B
| VT | Đội         | ST | T | H | B | BT | BB | HS | Đ | Giành quyền tham dự     |
| -- | ----------- | -- | - | - | - | -- | -- | -- | - | ----------------------- |
| 1  | Thái Lan    | 4  | 2 | 2 | 0 | 8  | 3  | +5 | 8 | Vòng đấu loại trực tiếp |
| 2  | Indonesia   | 4  | 2 | 1 | 1 | 3  | 4  | −1 | 7 | Vòng đấu loại trực tiếp |
| 3  | Myanmar (H) | 4  | 2 | 1 | 1 | 7  | 3  | +4 | 7 |                         |
| 4  | Đông Timor  | 4  | 1 | 1 | 2 | 5  | 8  | −3 | 4 |                         |
| 5  | Campuchia   | 4  | 0 | 1 | 3 | 2  | 7  | −5 | 1 |                         |

1. 1 2  Điểm đối đầu: Indonesia 3, Myanmar 0.

| Đông Timor      | 1–3      | Thái Lan                                |
| --------------- | -------- | --------------------------------------- |
| Jose Carlos 72' | Chi tiết | Puangchan 2' · Anan 34' · Daosawang 49' |

| Myanmar                               | 3–0      | Campuchia |
| ------------------------------------- | -------- | --------- |
| Zaw Min Tun 17' · Kyaw Ko Ko 35', 48' | Chi tiết |           |

| Campuchia | 0–1      | Indonesia |
| --------- | -------- | --------- |
|           | Chi tiết | Yandi 53' |

| Myanmar                                                   | 3–1      | Đông Timor     |
| --------------------------------------------------------- | -------- | -------------- |
| Kyaw Zayar Win 13' · Kyaw Ko Ko 71' (ph.đ.) · Kyi Lin 77' | Chi tiết | Jairo Neto 37' |

| Indonesia | 1–4      | Thái Lan                                                       |
| --------- | -------- | -------------------------------------------------------------- |
| Ibo 90+2' | Chi tiết | Pokkhao 2' · Adisak 20' · Pravinwat 52' (ph.đ.) · Thitipan 81' |

| Campuchia             | 2–3      | Đông Timor                                            |
| --------------------- | -------- | ----------------------------------------------------- |
| Suhana 23' · Udom 71' | Chi tiết | Felipe Santos 28' · Pedro Gois 42' · Diogo Rangel 87' |

| Đông Timor | 0–0      | Indonesia |
| ---------- | -------- | --------- |
|            | Chi tiết |           |

| Thái Lan      | 1–1      | Myanmar         |
| ------------- | -------- | --------------- |
| Pravinwat 47' | Chi tiết | Nay Lin Tun 34' |

| Thái Lan | 0–0      | Campuchia |
| -------- | -------- | --------- |
|          | Chi tiết |           |

| Indonesia         | 1–0      | Myanmar |
| ----------------- | -------- | ------- |
| Alfin 36' (ph.đ.) | Chi tiết |         |

## Vòng đấu loại trực tiếp
Trong vòng đấu loại trực tiếp, nếu một trận đấu có kết quả hòa sau 90 phút:
- Tại trận tranh huy chương đồng, sẽ không thi đấu hiệp phụ, trận đấu được quyết định bằng loạt sút luân lưu.
- Tại trận bán kết và trận chung kết, sẽ tổ chức thi đấu hiệp phụ. Nếu kết quả vẫn hòa sau hiệp phụ, loạt sút luân lưu sẽ được sử dụng để xác định đội thắng.

### Sơ đồ
|  | Bán kết                 | Bán kết  |                            |   | Trận tranh huy chương vàng | Trận tranh huy chương vàng |
|  |                         |          |                            |   |                            |                            |
|  | 19 tháng 12 – Naypyidaw |          |                            |   |                            |                            |
|  |                         |          |                            |   |                            |                            |
|  | Malaysia                | 1 (3)    |                            |   |                            |                            |
|  | Malaysia                | 1 (3)    | 21 tháng 12 – Naypyidaw    |   |                            |                            |
|  | Indonesia (p)           | 1 (4)    |                            |   |                            |                            |
|  | Indonesia (p)           | 1 (4)    | Indonesia                  | 0 |                            |                            |
|  | 19 tháng 12 – Naypyidaw |          | Indonesia                  | 0 |                            |                            |
|  |                         | Thái Lan | 1                          |   |                            |                            |
|  | Thái Lan                | Thái Lan | 1                          | 1 |                            |                            |
|  | Thái Lan                |          |                            | 1 |                            |                            |
|  | Singapore               | 0        |                            |   |                            |                            |
|  | Singapore               | 0        | Trận tranh huy chương đồng |   |                            |                            |
|  |                         |          |                            |   |                            |                            |
|  | 21 tháng 12 – Naypyidaw |          |                            |   |                            |                            |
|  |                         |          |                            |   |                            |                            |
|  | Malaysia                | 1        |                            |   |                            |                            |
|  | Malaysia                | 1        |                            |   |                            |                            |
|  | Singapore               | 2        |                            |   |                            |                            |

### Các trận đấu

#### Bán kết
| Malaysia                                    | 1–1 (s.h.p.) | Indonesia                                  |
| ------------------------------------------- | ------------ | ------------------------------------------ |
| Thamil 85'                                  | Chi tiết     | Bayu 31'                                   |
| Loạt sút luân lưu                           |              |                                            |
| Thamil · Shahrul · Nazmi · Fadhli · Rozaimi | 3–4          | Alfin · Diego · Lestusen · Yandi · Pahabol |

| Thái Lan              | 1–0      | Singapore |
| --------------------- | -------- | --------- |
| Pravinwat 23' (ph.đ.) | Chi tiết |           |

#### Tranh huy chương đồng
| Malaysia   | 1–2      | Singapore       |
| ---------- | -------- | --------------- |
| Thamil 68' | Chi tiết | Hariss 13', 14' |

#### Tranh huy chương vàng
| Indonesia | 0–1      | Thái Lan    |
| --------- | -------- | ----------- |
|           | Chi tiết | Sarawut 22' |

### Huy chương vàng
| Bóng đá nam Đại hội Thể thao Đông Nam Á 2013 |
| -------------------------------------------- |
| · Thái Lan · Lần thứ 14                      |

## Thống kê

### Cầu thủ ghi bàn
Đã có 66 bàn thắng ghi được trong 24 trận đấu, trung bình 2.75 bàn thắng mỗi trận đấu.
3 bàn thắng
- Ahmad Hazwan Bakri
- Kyaw Ko Ko
- Hariss Harun
- Sahil Suhaimi
- Pravinwat Boonyong
- Mạc Hồng Quân

2 bàn thắng
- Soukaphone Vongchiengkham
- Ashri Chuchu
- Rozaimi Abdul Rahman
- Thamil Arasu Ambumamee
- Pokkhao Anan
- Thitipan Puangchan
- Lê Văn Thắng
- Nguyễn Văn Quyết
- Vũ Minh Tuấn

1 bàn thắng
- Azwan Ali Rahman
- Mohd Mazazizi Mazlan
- Prak Mony Udom
- Sos Suhana
- Alfin Tuasalamony
- Andri Ibo
- Bayu Gatra
- Yandi Munawar
- Khuanta Sivongthong
- Khuanta Sivongthong
- Vilayout Sayyabounsou
- D. Saarvindran
- Kyaw Zayar Win
- Kyi Lin
- Nay Lin Tun
- Zaw Min Tun
- Afiq Yunos
- Adisak Kraisorn
- Artit Daosawang
- Sarawut Masuk
- Diogo Santos Rangel
- Felipe Bertoldo dos Santos
- Jairo Pinheiro Palmeira Neto
- José Carlos da Fonseca
- Pedro Henrique Cortes Oliveira Gois
- Hà Minh Tuấn
- Phạm Mạnh Hùng
- Trần Mạnh Dũng
- Trần Phi Sơn

1 bàn phản lưới nhà
- Ketsada Souksavanh (trong trận gặp Malaysia)

### Bảng xếp hạng
| VT | Đội         | ST | T | H | B | BT | BB | HS  | Đ  | Kết quả chung cuộc        |
| -- | ----------- | -- | - | - | - | -- | -- | --- | -- | ------------------------- |
| 1  | Thái Lan    | 6  | 4 | 2 | 0 | 10 | 3  | +7  | 14 | Vô địch - Huy chương vàng |
| 2  | Indonesia   | 6  | 2 | 2 | 2 | 4  | 6  | −2  | 8  | Á quân - Huy chương bạc   |
| 3  | Singapore   | 6  | 3 | 2 | 1 | 7  | 4  | +3  | 11 | Hạng ba - Huy chương đồng |
| 4  | Malaysia    | 6  | 3 | 2 | 1 | 11 | 6  | +5  | 11 | Hạng tư                   |
|    |             |    |   |   |   |    |    |     |    |                           |
| 5  | Myanmar (H) | 4  | 2 | 1 | 1 | 7  | 3  | +4  | 7  | Bị loại ở vòng bảng       |
| 6  | Việt Nam    | 4  | 2 | 0 | 2 | 13 | 3  | +10 | 6  | Bị loại ở vòng bảng       |
| 7  | Đông Timor  | 4  | 1 | 1 | 2 | 5  | 8  | −3  | 4  | Bị loại ở vòng bảng       |
| 8  | Lào         | 4  | 1 | 1 | 2 | 5  | 12 | −7  | 4  | Bị loại ở vòng bảng       |
| 9  | Campuchia   | 4  | 0 | 1 | 3 | 2  | 7  | −5  | 1  | Bị loại ở vòng bảng       |
| 10 | Brunei      | 4  | 0 | 0 | 4 | 2  | 14 | −12 | 0  | Bị loại ở vòng bảng       |